# 红十字会与红新月会国际联合会

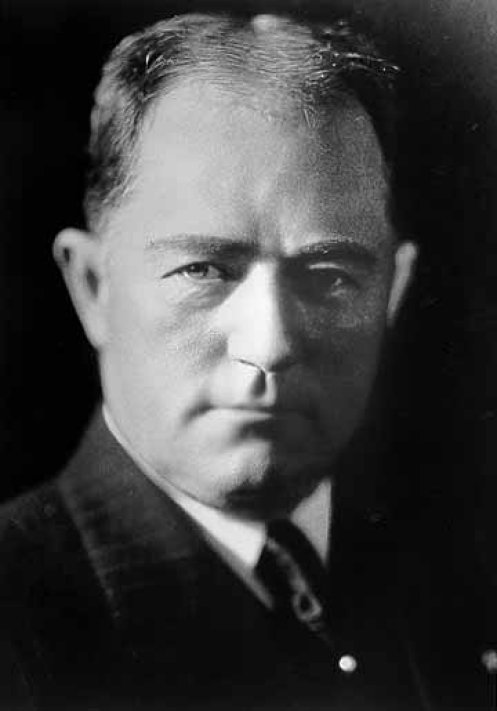
亨利·波默罗伊·戴维森，红十字会联盟之父

紅十字會與紅新月會國際聯合會是一个国际人道主义组织。该组织成立于1919年，总部设在瑞士日内瓦。它负责协调各国家协会的活动，以“通过动员人道力量改善弱势群体的生活”。在国际层面上，该联合会与国家协会密切合作，领导和组织大规模紧急救援。该组织于1963年获得诺贝尔和平奖。该组织与红十字国际委员会（ICRC）、各国家协会（红十字会或红新月会）共同组成了国际红十字与红新月运动。
一般而言，依照七项基本原则（见下文）中的「普遍」原則，幾乎所有國家都有国家协会（紅十字會或紅新月會），而在「統一」原則下，一個國家只有一個国家协会。由亨利·杜南創立的「紅十字國際委員會」依照《日內瓦公約》及相關議定書的規定，提供戰俘人道協助、監察戰俘待遇。「紅十字會與紅新月會國際联合会」則負責協調国家协会，跨國救援和平时期的受害者。
紅十字會與紅新月會國際聯合會及紅十字國際委員會現在都是聯合國的觀察員。

## 历史

### 成立
1919年5月5日，英国、法国、意大利、日本和美国、中国等26个国家红十字会的代表齐集法国巴黎，成立了“红十字会联盟”（英語：League of Red Cross Societies, LORCS，旧译作“国际红十字协会”），其宗旨是“为了健康活动，加强和团结已有的红十字会并促进新协会的建立”最初的想法来自时任美国红十字会长的亨利·戴维森。他获得了该联盟总干事的英国将军大卫·亨德森爵士的协助。由美国红十字领导的这一举动超越红十字国际委员会（ICRC）的严格使命，扩大了国际红十字运动的活动范围，将应对非武装冲突引发的紧急情况（如人为的或自然灾害）包括进来。美国红十字在重大灾难救援上的经验可追溯至其成立时。
联盟的成立带来了一系列争议。红十字国际委员会在一定程度上就这两个组织之间可能的竞争进行了合理的关切。联盟的成立被视为企图破坏红十字国际委员会在国际红十字运动中的领导地位，并逐步将任务和权限转移至多边机构中。此外，联盟的所有创始成员都是协约国或其伙伴国的国家协会。自1919年5月起，联盟最初的规约进一步规定了五个创始协会享有特权地位，并且由于亨利·戴维森的努力，五个创始协会还享有永久排除同盟國（即德国、奥地利、匈牙利、保加利亚和土耳其）国家红十字会以及俄罗斯国家红十字会加入联盟的权利。这些规则违背了红十字原则在各国社会中的普遍性和平等性，引起了红十字国际委员会的进一步关切。

### 使命开始
联盟组织的第一项救援使命是救援波兰饥荒和随后的斑疹伤寒疫情。成立仅仅五年之后，联盟便为在34个国家的救援使命发出了47个捐助呼吁，这表现了人类社会对此类红十字工作的需要。这些呼吁共筹集到6.85亿瑞士法郎，用于救援俄罗斯、德国和阿尔巴尼亚的饥荒受害者，智利、波斯、日本、哥伦比亚、厄瓜多尔、哥斯达黎加、土耳其的地震受害者，以及希腊和土耳其的难民潮。联盟的首个大规模灾难救援使命发生在1923年日本关东大地震之后，地震致约200,000人死亡，并带来了无数的受伤者和无家可归者。通过联盟的协调，日本赤十字社从姊妹协会获得了价值达到1亿美元的物资。联盟发起的另一个重要的新领域是在国家协会中开创青年红十字工作。

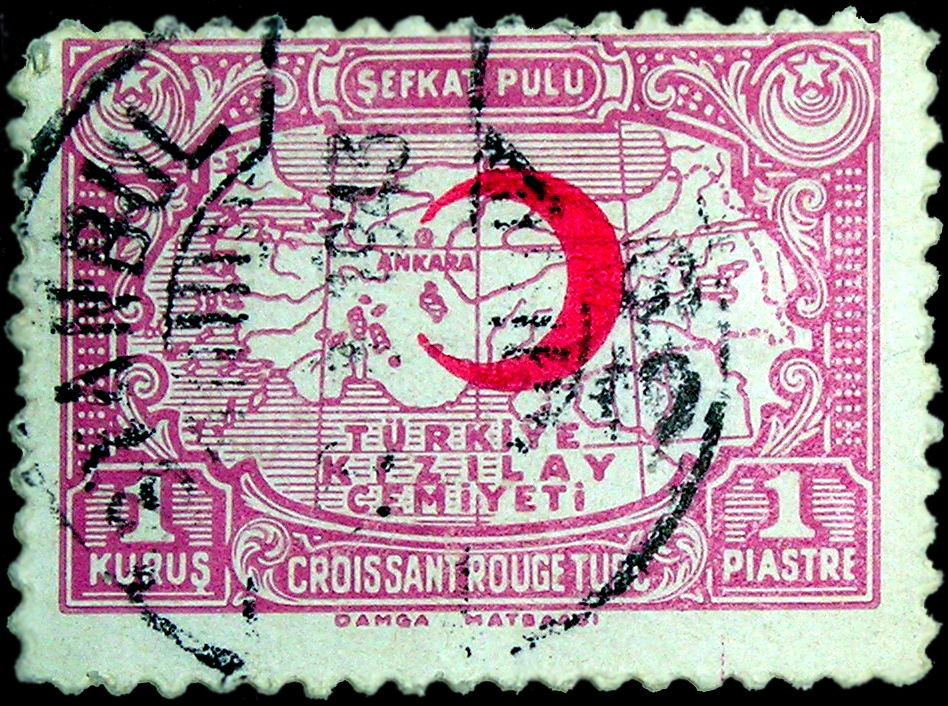
一张用以支持红新月的土耳其邮政印花税票，1928年

联盟和红十字国际委员会在1917年至1922年俄罗斯内战期间的共同行动标志着国际红十字运动介入了国内冲突，尽管日内瓦公约中并没有明确的要求。联盟在超过25个国家协会的支持下，组织了救援团并向受到饥饿和疾病波及的平民分发食品和其他援助物资。红十字国际委员会则与俄罗斯红十字会及其后的苏联红十字会合作，不断强调红十字国际委员会的中立性。1928年，“国际委员会”（英語：International Council）成立，以协调联盟和红十字国际委员会之间的合作，后来这项任务转移给了“常务委员会”（Standing Commission）。1928年还通过了一个国际红十字运动的共同规约，确定了红十字国际委员会和联盟在国际红十字运动内各自的作用。
1935年至1936年的阿比西尼亚战争期间，联盟投入了170万瑞士法郎进行救援供应。由于意大利墨索里尼法西斯政权拒绝同红十字进行任何合作，这些物资只被投放到阿比西尼亚一方。在战争期间，估计有29人在红十字标志的明确保护下丧生，其中大部分都是被意大利军队袭击而亡。在1936年到1939年西班牙内战期间，联盟在41个国家协会的支持下再次同红十字国际委员会
联合行动。1939年，在第二次世界大战爆发前夕，联盟将总部从巴黎搬到日内瓦以享受瑞士中立国地位带来的便利。

### 二战之后

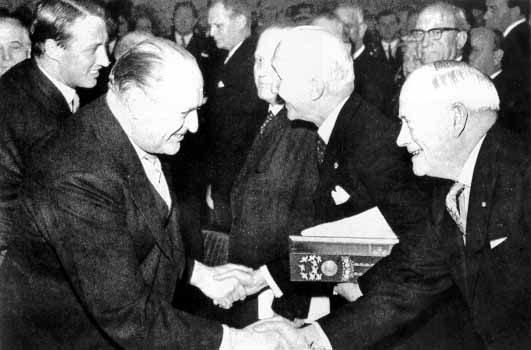
1963年诺贝尔和平奖颁奖仪式，奖项颁发给红十字国际委员会和联合会。从左至右：挪威国王奥拉夫（Olav），红十字国际委员会主席利奥波德·布瓦西耶，红十字会联盟主席约翰·麦考利。
(图片来源: www.redcross.int)

1952年，国际红十字运动1928年规约首次得到修订。
1960年代，非殖民化带来了受承认的国家红十字会和红新月会数量的显著增加。1960年代末，世界上已有超过100个国家协会。1963年12月10日，联合会（当时仍名“红十字会联盟”）和红十字国际委员会共同获得了诺贝尔和平奖。
1979年，联合会的最高机构从理事会改为全体大会（General Assembly），每两年召开一次。联合会的最高执行机构从执行委员会改为领导委员会。
1983年，联盟更名为“红十字会与红新月会联盟”（英語：League of Red Cross and Red Crescent Societies），以反映在红新月标志下开展活动的国家协会数量的增加。1986年，1965年通过的国际红十字与红新月运动的七项基本原则被载入联合会的规约中。1991年，该组织再次更名，新名称为“红十字会与红新月会国际联合会”（英語：International Federation of Red Cross and Red Crescent Societies）。1997年，红十字国际委员会和联合会签订了塞维利亚协定，进一步确定了双方在运动中的职责。
2004年印度洋海啸之后，联合会开始了其到当时为止规模最大的使命。40多个国家协会与22,000多名志愿者为无数无家可归、缺少食物且处于疫情威胁中的受害者带来了援助。

## 活动和责任
联合会协调世界各个国家红十字会与红新月会。联合会与红十字国际委员会一道支持在尚无官方协会的国家建立新的国家协会。国家协会只有在被红十字国际委员会认证后方能被联合会接纳为会员。
联合会同受影响国家的国家协会（称为“主国家协会”Host National Society，简称HNS）以及其他愿意提供协助的国家协会（称为“伙伴国家协会”Partner National Societies，简称PNS）合作。在所有被联合会大会接纳为正式成员或者观察员的国家协会中，约有25到30个协会定期作为PNS在其他国家工作。最活跃的协会是美利坚红十字、不列颠红十字、德意志红十字、瑞典红十字、挪威红十字。联合会在2010年代引起关注的的另一项主要使命是它力求在全世界通过禁止使用地雷的成文禁令，并为地雷受害者提供药物、精神和社会支持。
联合会申明的任务可概述如下：
- 伸张人道主义原则和价值
- 支持国家协会
- 支持资金到位的项目

## 七項基本原則
1965年在維也納召開的第20屆紅十字國際會議通過，復於1986年在日內瓦召開的第25屆紅十字與紅新月國際會議通過修正，並載明於联合会规约中，其所擬定國際紅十字運動的基本原則如下：
人道 Humanity
國際紅十字與紅新月運動係由於意欲為戰場傷患提供無差別待遇之協助而萌生，應依其國際及本國之功能，致力於預防及減輕出現在任何地方之人類苦痛。其目的在於保護生命與健康；確保對人類的尊重，並促進世人相互之瞭解、友誼、合作與持久的和平。
公正 Impartiality
它不因國籍、種族、宗教信仰、階級或政治意見而有所歧視。它致力於解除個人之痛苦時，全係根據他們的需要行事，並優先考慮特別急迫的苦難個案。
中立 Neutrality
為求持續獲得各方的信任，紅十字與紅新月運動於任何敵對情形中，不得採取支持其中一方之立場，亦不得在任何時候涉入具有政治、種族、宗教或意識型態本質之爭端。
獨立 Independence
國際紅十字與紅新月運動有其獨立性。各國家紅十字會雖為其政府人道服務方面之輔佐機構，且需遵守各該國之法律，惟仍應永遠保有自主性，俾得在任何時候均能遵循紅十字運動之原則行事。
志願服務 Voluntary Service
國際紅十字與紅新月運動乃志願救援之運動，並不企求任何利益。
統一 Unity
每一國家只能有一個紅十字會。它必須對全國公開，並在全部領土內推行人道工作。
普遍 Universality
國際紅十字與紅新月運動遍及全世界，各紅十字會地位相等，也共負彼此互助之相同責任與義務。

## 組織
国际联合会的最高议事机构为两年一度的国际联合会全体大会（General Assembly）。并与运动的其他主要大会、代表会议相协调：
每两年召开一次国际红十字与红新月运动代表会议（Council of Delegates Meetings），运动的所有组成部分——国际大会（International Conference）、常设委员会(Standing Commission)、红十字国际委员会、国际联合会、各国红会，都可以向代表会议提交议案、参与讨论并平等决定有关事务。然而，代表会议不能给出、通过和做出与国际大会已经通过的决定相矛盾的意见、决议或决定。
代表会议通常是在两年一度的国际联合会全体大会召开后举办。全体大会和代表会议构成了红十字红新月法定会议（Red Cross Red Crescent Statutory Meetings）。在每四年一届的国际大会召开的年份，代表会议的召开时间是在联合会全体大会之后，国际大会之前。代表会议负责提议主持国际大会和填补其他空缺的候选人。代表会议还负责制定国际大会临时议程。
2013年11月12日，红十字会与红新月会国际联合会第19届全体大会及红十字与红新月运动代表会议在澳大利亚悉尼会展中心开幕。全体大会接纳塞浦路斯、南苏丹两个国家红会为红十字会与红新月会国际联合会新成员。至此，红十字会与红新月会国际联合会成员国红会达189个。
地区大会是红十字会与红新月会国际联合会章程规定的法定会议，每四年召开一次。2014年10月22日，第九届红十字会与红新月会国际联合会亚太地区大会在北京国际饭店召开，42个亚太中东地区国家红会、3个国际组织和美国、英国等11个观察员国家红会代表与会。而第八届亚太地区大会于2010年10月17日在约旦安曼召开。
紅十字會與紅新月會國際聯合會的秘书处设在日内瓦。该组织还设有5个地区办公室，并在全球设有许多代表处。秘书处负责处理日常事务及组织变动。聯合會的最高机关是每两年举行一次的大会，由全体国家红十字会的代表参加。大会选举联合会主席。理事会由联合会主席和副主席、财务委员会主席、以及选举出的20个国家红十字会的代表组成。

### 会长
紅十字會與紅新月會國際聯合會在1977年将其领导人的称谓从Chairman（主席）改为President（会长）。
2009年，紅十字會與紅新月會國際聯合會的会长是近卫忠辉（Tadateru Konoe，日本红十字会），副会长是保罗·布奇（Paul Bierch，肯尼亚红十字会）、哈斯林·尤赖亚·萨尔蒙（Jaslin Uriah Salmon，牙买加红十字）、穆罕默德·马迪德（Mohamed El Maadid，卡塔尔红新月）和本特·韦斯特贝里（Bengt Westerberg，瑞典红十字）。
该会历任主席（至1977年）/会长（1977年起）有：
| 任期          | 照片 | 姓名                              | 国籍     |
| ------------- | ---- | --------------------------------- | -------- |
| 1919年–1922年 |      | 亨利·波默罗伊·戴维森              | 美国     |
| 1922年–1935年 |      | 约翰·巴顿·佩恩                    | 美国     |
| 1935年–1938年 |      | 卡里·特拉韦尔·格雷森              | 美国     |
| 1938年–1944年 |      | 诺尔曼·戴维斯                     | 美国     |
| 1944年–1945年 |      | 让·德穆拉尔特                     | 瑞士     |
| 1945年–1950年 |      | 巴兹尔·奥康纳                     | 美国     |
| 1950年–1959年 |      | 埃米尔·桑德斯特伦                 | 瑞典     |
| 1959年–1965年 |      | 约翰·麦考利                       | 加拿大   |
| 1965年–1977年 |      | 何塞·巴罗索·查韦斯                | 墨西哥   |
| 1977年–1981年 |      | 约瑟夫·阿德通吉·阿德法拉欣        | 奈及利亞 |
| 1981年–1987年 |      | 恩里克·德拉马塔                   | 西班牙   |
| 1987年–1997年 |      | 马里奥·恩里克·比利亚罗埃尔·兰德尔 | 委內瑞拉 |
| 1997年–2001年 |      | 阿斯特丽·诺克勒比·海贝里          | 挪威     |
| 2001年–2009年 |      | 胡安·曼努埃尔·德托罗-里韦拉       | 西班牙   |
| 2009年-2017年 |      | 近衞忠煇                          | 日本     |
| 2017-         |      | Francesco Rocca                   | 義大利   |

### 财务
联合会预算的主要部分来自国家红十字会捐款以及投资收入。联合会每个成员的法定供款的标准由财务委员会制定，并经大会批准。任何额外拨款，尤其是对不可预见的救灾援助任务的拨款，均由联合会发出倡议，由各个国家协会、各国政府、其他组织、企业和个人自愿捐款。

## 紅十字會與政府關係
由於红十字会在戰時的特殊地位，所以即使红十字會的精神要求「中立」於政治之外、「獨立」於政府之外，但許多国家的红十字会都由国家領導人或其配偶擔任榮譽負責人職務，而實際主事者許多也由政府官員轉任，或有極為密切的關係。比如中华民国领导人蒋中正便曾任中華民国红十字会名誉会长，而中共中央总书记江泽民、胡锦涛也曾任中华人民共和国红十字会名誉会长。日本皇后美智子曾任日本赤十字社名誉总裁，朱維良中將曾任新加坡红十字会主席，原海軍中將瑪莎·約翰遜·埃文斯（Marsha Johnson Evans）曾任美利坚红十字会长，德国总统霍斯特·克勒（Dr. Horst Köhler）曾任德意志红十字会名譽會長，查爾斯王子（HRH The Prince Of Wales）曾任英國红十字會會長。

## 「紅十字」標誌
紅十字會的「紅十字」（包括紅新月及紅水晶，為簡便起見，下文以紅十字統稱之）是一個國際專有標誌，依照《日内瓦公约》的規定，紅十字具有國際法上的效力，非戰時僅有各國紅十字會或國際委員會、國際聯合會可以使用，戰時則作為戰地醫療人員的保護標誌，任何武裝部隊均不得攻擊標誌紅十字的車輛、人員、設施，否則即被視為「戰犯」。
在台灣，紅十字的標誌受到1954年制定、2000年修正的《中華民國紅十字會法》明文保護，該法已於2016年廢止。
在中国大陸和香港，紅十字標誌分別由《中华人民共和国红十字会法》和《香港紅十字會條例》的法律保障。

## 备注
1. ↑  英語：；阿拉伯语：；初创时名为红十字会联盟，旧译作“国际红十字协会”，英語：